# La Presse (jornal francês)
O LA Presse foi o primeiro jornal de penny press na França.

## Visão geral
O LA Presse foi fundado em 16 de junho de 1836 por Émile de Girardin como uma empresa conservadora popular. Enquanto os jornais contemporâneos dependiam fortemente de assinaturas e afiliação estreita ao partido, o LA Presse era vendido por vendedores de rua. Girardin queria que o jornal apoiasse o governo, sem estar tão ligado a gabinetes específicos que limitariam os leitores. A assinatura inicial do LA Presse era de apenas 40 Francos por ano, enquanto outros jornais cobravam cerca de 80 francos.
A partir de julho de 1836, o jornal adaptou como série A Condessa de Salisbury o primeiro romance de Alexandre Dumas, que foi um sucesso tão grande que foi seguido por La Vieille Fille de Honoré de Balzac. 
O LA Presse e o Le Siècle são considerados os primeiros nomes da era da imprensa industrializada na França.

## Links externos
- Arquivos digitais do La Presse de 1836 à 1935 em Gallica, a biblioteca digital da BnF